# Kurt Thomas (Widerstandskämpfer)
Kurt Thomas (* 25. Februar 1904 in Ottweiler; † 22. März 1938 in der Sowjetunion) war ein deutsches SPD- und später KPD-Mitglied und ein Widerstandskämpfer gegen den Nationalsozialismus, der 1938 in der Sowjetunion hingerichtet wurde.

## Leben
Kurt Thomas wuchs in Ottweiler auf und wurde mit 16 Jahren Bergmann. Er engagierte sich im freigewerkschaftlichen Bergarbeiterverband. Zunächst in der Grube Kohlwald beschäftigt, wechselte er anschließend zur Grube Dechen. Bei einem Grubenunglück 1926 zog er sich eine Lungenquetschung und einen Unterschenkelbruch zu, die ihn zeitlebens beeinträchtigten.
Kurt Thomas wurde Mitglied in der SPD sowie der Roten Hilfe und unterhielt gute Beziehungen zur KPD. Nach seinem offiziellen Übertritt zur KPD 1932 wurde er dort im geheimen AM-Apparat (Antimilitärischer Apparat, eine Art geheimer Nachrichtendienst) eingesetzt. Im Abstimmungskampf um das Saargebiet engagierte er sich gegen den Nationalsozialismus. Im Frühjahr 1934 reiste er als Freiwilliger einer Delegation der Roten Hilfe nach Berlin, um den gefangenen Ernst Thälmann zu besuchen. Mit ihm kamen Fritz Naumann und Wilhelm Stauner. Nach mehrfachem Drängen wurden sie tatsächlich zu Thälmann, der in der Untersuchungshaftanstalt Moabit festgehalten wurde, vorgelassen. Sie verkündeten später vor der Presse, Thälmann hätte mehrfach gesagt, dass er misshandelt worden sei, während die Dreier-Delegation gewaltsam aus dem Besuchsraum herausgedrängt worden sei. Dieses Gespräch wurde jedoch anders dokumentiert, und die Äußerung Thälmanns, der tatsächlich von der Gestapo misshandelt wurde, ist vermutlich von Thomas erfunden worden. Tatsächlich wurden sieben vorher abgesprochene Fragen im Beisein eines Gestapobeamten gestellt. Die Delegation trat mit dieser Äußerung in Paris auf, und Thomas reiste in das Vereinigte Königreich, wo er auf Einladung des „Welthilfskomitee für die Opfer des Hitlerfaschismus“ vor dem britischen House of Commons seine Version der Geschichte erzählte.
Im Saargebiet engagierte sich Thomas für eine Einheitsfront der Arbeiterbewegung und einer Zusammenlegung der beiden großen Bergarbeitergewerkschaften. Im November 1934 nahm er an den Feierlichkeiten zum 17. Jubiläum der Oktoberrevolution in der Sowjetunion teil. Nach Bekanntgabe des Abstimmungsergebnisses emigrierte er zunächst nach Frankreich und anschließend in die Sowjetunion. In Moskau fand er 1935 eine Anstellung als Schlosser. Ein Jahr später hielt er Vorträge im Vereinigten Königreich.
Sein weiteres Schicksal ist nicht bekannt. Sicher ist lediglich, dass er im Juni 1937 vom NKWD festgenommen und am 22. März 1938 hingerichtet wurde.